# منع الخرف (الوقاية من الخرف)
منع الخرف (الوقاية من الخرف) هي محاولة تجنب الإصابة بـالخرف. بالرغم من عدم توفر علاجٍ شافٍ للخرف، إلا أن هنالك طرق تقلل من مخاطر الإصابة بالخرف، بما في ذلك تغيير نمط الحياة والأدوية. 
وتشمل الجهود المبذولة لمنع الخرف على محاولة تقليل عوامل خطر الإصابة بأمراض الأوعية الدموية، بما في ذلك مرض السكري، وارتفاع ضغط الدم، والسمنة، والتدخين، وقلة النشاط البدني. 

## نمط الحياة

### النشاط الذهني
«استخدمه أو افقده»، يمكن تطبيق هذه المقولة على الدماغ عندما يتعلق الأمر بالخرف. إن ممارسة الأنشطة الذهنية تساعد العقل على احتفاظه بشكله لسنوات لاحقة. فالقراءة، ولعب الورق، والألعاب اللوحية، والعزف على الآلات الموسيقية، كلها أمثلة على الأنشطة التي من شأنها تأجيل بداية وإبطاء تطور كلاً من ألزهايمر والخرف الوعائي[2][2]. إن خطر الإصابة بالخرف ينخفض مع تكرار تلك الأنشطة، كما أن تباطؤ التراجع الإدراكي مرتبط بزيادة النشاط الذهني ببداية الحياة وآخرها. 
 بجانب أنشطة أوقات الفراغ، فإن المهمات الشاقة ذهنيًا قد تساهم في منع الخرف، وخصوصًا خلال الثلاثينات، والأربعينات، والخمسينات.
ويمكن أن يساعد النشاط الذهني على منع الخرف ببناء «مخزون دماغي»: حيث يتم إنشاء اتصالات إضافية بين الخلايا العصبية أكثر مقاومة للتدهور المرتبط بالخرف.

### النشاط البدني
بما أن الخرف الوعائي هو الشكل الثاني الأكثر شيوعًا للخرف (بعد مرض الزهايمر)، فإن الحد من خطر الأمراض الوعائية الدماغية يحد أيضًا من خطر الخرف. وبالتالي فإن ممارسة الرياضة، ووجود نسبة كولسترول جيدة في الدم، والتمتع بوزن صحي و ضغط دم مثالي يقلل من خطر الإصابة بالخرف.
إن أسلوب الحياة النشط يمكن أن يقلل من خطر الإصابة إلى النصف مقارنةً بحياة تتَّسم بقلة الحركة.
كما أن تأثير النشاط البدني لا يقتصر على الأوعية الدموية فقط، بل يمكنه تحفيز عصبونات جديدة في الدماغ، بالإضافة لإفراز مادة تحميها. إن البروتين المعروف بـعامل التغذية العصبية(BDNF)، يُعرف بأهميته في نمو ولدونة الخلايا العصبية وإبقاءها على قيد الحياة. وممارسة التمارين الرياضية بانتظام من شأنها تعزيز مستويات (BDNF) بنسبة 2-3 مرات.
وتشير بعض الدراسات إلى أن ارتفاع ضغط الدم سبب من أسباب مرض الزهايمر وأمراض الخرف الأخرى، لأنه يمكن من خلال الانقباض أن يسبب تلف الأوعية الدموية. 

### السمنة
إن السمنة تزيد من خطر الإصابة بأي نوع من الخرف ومرض الزهايمر على وجه الخصوص. وتأثيرالكحولعلى خطر الإصابة بالخرف يمثله [[منحنى J|منحنى J]] ‏[7][7]، حيث أن زيادة استهلاك الكحول يزيد من مخاطر الإصابة الخرف. في حين أن استهلاك الكحول المنخفض قد يكون وقائياً. ومع ذلك، فإن استهلاك الكحول المنخفض قد لا يحمي من الإصابة بـالخرف الوعائي والتدهور المعرفي بشكل عام. الاستهلاك المعتدل للكحول يمكن أن يقلل من مخاطر الإصابة بأمراض الأوعية الدموية والخرف لأنه يمكن أن يزيد من مستويات الكوليسترول الحميد في الدم، ويضعف عوامل تخثر الدم مثل الفيبرينوجين، ومما قد يوفربعض الحماية ضد النوبات القلبية والسكتات الدماغية الصغيرة التي يمكن بحدوثها أن تلحق الضرر بالدماغ. 
كما أن تأثير الأحماض الدهنية أوميغا 3 في الوقاية من الخرف غير مؤكد. وقد تكون الخضروات والمكسرات ذات فائدة بسبب محتواها العالي من الدهون غير المشبعة. في حين أن اللحوم غير السمكية، من ناحية أخرى، تزيد من خطر الإصابة بمرض الزهايمر بسبب محتواها العالي من الدهون المشبعة. ومع ذلك، يجب أن يكون استهلاك الأسماك محدود بسبب الخوف من التسمم بالزئبق، والذي يمكن أن يؤدي إلى تفاقم أعراض الخرف.
ويعتقد أن النياسين(فيتامين B3) فعال أيضًا في منع الخرف، كما تبين الأبحاث أن الذين لديهم أعلى المستويات من النياسين في دمائهم، يعتقد أنهم أقل عرضة لخطر الإصابة بالخرف أو التدهور المعرفي. النياسين يدخل في عملية تصنيع الحمض النووي وإصلاحه، وإشارات الخلية العصبية أيضًا، ويحسن الدورة الدموية ويقلل من مستويات الكوليسترول في الدم، ومن المستحسن للمرضى أن يحصلوا على 100-300 ملغ من النياسين يوميًا للاستفادة من فوائده وتأثيره الإيجابي على الدماغ.  
وهنالك أدلة تشير على وجود علاقة بين التدهور المعرفي، وحالة الحمض الاميني هوموسيستين (HCY)، وأيضاً حالة فيتامين B ولا سيما فيتامين B12[12][12] وB6 وحمض الفوليك B9. وعلى وجه الخصوص، فإن نقص فيتامين B12 و/أو ملح حمض الفوليك يمكن أن يسبب زيادة في مستويات الهوموسيستين في البلازما، وهذا بدوره يؤدي إلى تسمم الأوعية الدموية والجهاز العصبي. 
كمان أن نقص فيتامين D مرتبط مع ضعف الإدراك والخرف. ومع ذلك، فإن تأثير فيتامين D في الضعف الإدراكي لا يزال مشكوكًا فيه. 

### نمط النوم
إن النوم لأكثر من تسع ساعات يوميًا (بما في ذلك القيلولة)، قد يكون مرتبط بزيادة خطر الإصابة بالخرف. كما أن قلة النوم قد تزيد أيضًا من خطر الإصابة بالخرف عن طريق زيادة ترسب بروتين أميلويد بيتا.

### الشخصية والصحة النفسية
إن كون الشخص عصابي يزيد من خطر الإصابة بمرض الزهايمر، وهو نوع من الخرف. ويرتبط التعصاب مع زيادة ضمور الدماغ وضعف الإدراك في الحياة، في حين أن الضمير له تأثير وقائي يمنع ضمور الدماغ.

## الأدوية

### أدوية ارتفاع ضغط الدم
إن ارتفاع ضغط الدم من مسببات الخرف الوعائي. وبالتالي، فإن خفض ضغط الدم باستخدام أدوية خفض ضغط الدم قد يكون له تأثير إيجابي في الوقاية من الخرف، مثلما النشاط البدني.  
ومع ذلك، فإن هنالك دراسة فشلت في إثبات وجود صلة بين ارتفاع ضغط الدم والإصابة بالخرف. هذه الدراسة نُشرت في يوليو 2008 في مجلة لانسيت للأعصاب، ووُجد فيها أن أدوية خفض ضغط الدم لم تقلل من حدوث الخرف إلى درجة ذات دلالة إحصائية. واقترح محللو بيانات هذه الدراسة ودراسات أخرى أن إجراء مزيد من البحوث قد يبرهن.

### خافضات سكر الدم
إن داء السكري هو عامل خطورة يزيد من احتمالية الخرف الوعائي، وهو بذلك عامل يمكن تثبيطه بـخافضات سكر الدم.
بالإضافة إلى ذلك، فإنروزيجليتازون (أفانديا) يعمل على تحسين قدرات الذاكرة والتفكير لدى الأشخاص المصابين بمرض ألزهايمر في مرحلته الأولى (ألزهايمر المعتدل). آلية هذا المفعول قد تتمثل في قدرة الدواء على تقليل مقاومة الأنسولين و، بالتالي، الحاجة لإفراز كمية أقل من الأنسولين لتحقيق عمليات الأيض الخاصة به. إن الأنسولين في مجرى الدم هو بمثابة ضغطة الزناد لتصنيع بروتين أميلويد بيتا Amyloid beta ، لذا فإن انخفاض معدل الأنسولين في الدم سيؤدي لانخفاض معدل هذه البروتينات (أميلويد بيتا Amyloid beta). هذا يؤدي إلى تكوُّن أقل للُوَيحات الداء النشواني المرتبطة ارتباطاً وثيقاً بمرض ألزهايمر والتي تُشاهد فيه. 

### هرمونات الستيرويد
هرمون الإستروجين قد يساعد في الوقاية من الخرف، لكن ليس في حال وجود الخرف، وعندما تكون الوظيفة الإدراكية قد وهنت بالفعل. هذا الهرمون يزيد من معدل جريان الدم في الدماغ، كما أنه عامل مضاد للالتهاب، مما يعزز نشاطات المشابك العصبونية في الدماغ. قد يساعد هذا الهرمون أيضا في زيادة تنشيط الدماغ في مناطق مصابة بالخرف، التي هي في الغالب منطقة الحُصَين. هناك دليل حديث حول تأثيرات الإستروجين التي لا تسمح بتوصية واضحة لمكملات الإستروجين، وهي تشير إلى أن توقيت مكملات الإستروجين قد يكون مهماً، مع تفضيل استعمالٍ تالٍ للإياسِ (بعد انقطاع الطمث) مبكر على استعامله المتأخر في الحياة.

### مضادات الالتهاب
مضادات الالتهاب اللاإسترودية (NSAIDs) لديها القدرة على التغلب على عوامل الخطر المسببة لتفاقم مرض ألزهايمر وباركينسون. إن طول المدة الزمنية المطلوبة للوقاية من الخرف متفاوتة، لكن استناداً على أغلب الدراسات، فهي عادة تمتد من سنتين إلى عشر سنوات. هناك دراسة أظهرت أنه لا بد من استعمال هذه العلاجات استعمالاً يتناسب مع الحالة السريرية للمريض، وبذلك الجرعات المسماة بـ «أَسْبِرين الطفل baby aspirin» غير فعالة عند الوقاية والعلاج من الخرف. 
يسبب مرض ألزهايمر التهاب في العصبونات (neurons)، هذا الاتهاب ينتج عن ترسبات ببتيدات الأميلويد بيتاو الحَبائِكُ العَصَبِيَّةٌ اللُيَيفِيَّة. تهيج هذه الترسباتُ الجسمَ عن طريق التسبب بإطلاق الحرائك الخَلَوِيَّة وبروتينات الطور الحاد، على سبيل المثال، مسببةً الالتهاب. عندما تتراكم هذه المواد على مرور السنوات ستساهم في آثار مرض ألزهايمر. مضادات الالتهاب الغير إسترويدية تمنع تكوُّن مثل هذه المواد الالتهابية، وتقي من تدهور الآثار.

### اللقاح
ليس هناك لقاح ضد الخرف حتى الآن. فُسِّر ذلك بأن اللقاح يمكن أن ينشط نظام الجهاز المناعي الخاص بالجسم لمكافحة لويحات الأميلويد بيتا في مرض ألزهايمر. هناك عقبة واحدة يجب التغلب عليها وهي رد فعل الجهاز المناعي المفرط، مما يسبب التهاب الدماغ.